# Orchis pallens
L'orchide pallida (Orchis pallens L., 1771) è una pianta appartenente alla famiglia delle Orchidacee.

## Descrizione

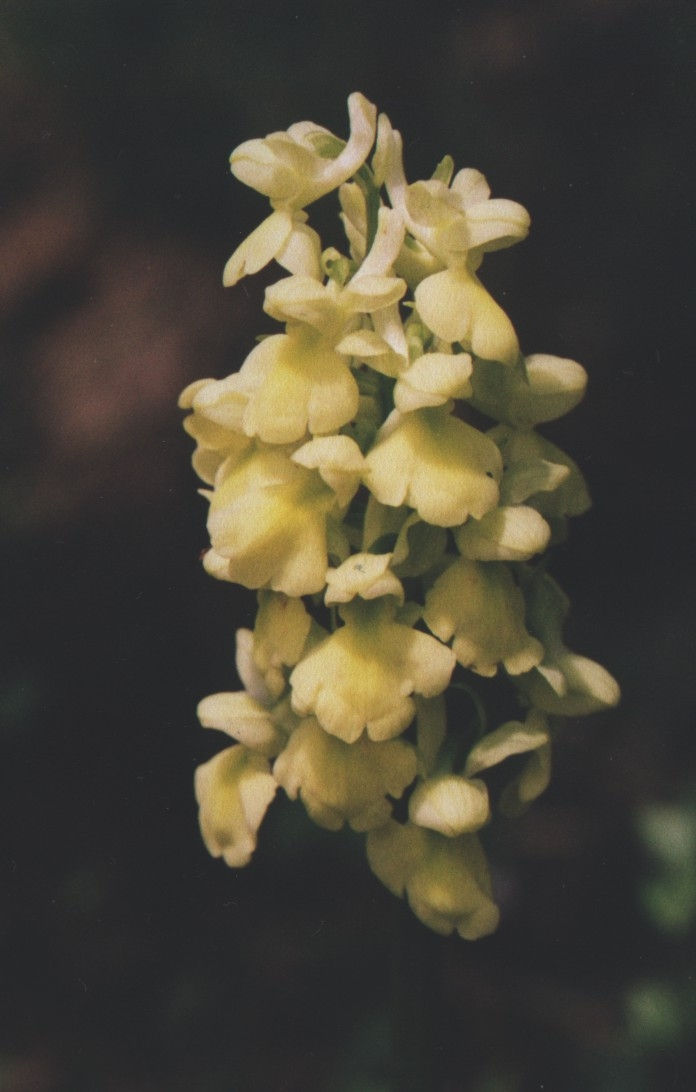
Infiorescenza di O. pallens

È una pianta erbacea con fusto eretto, alto 20–40 cm.

Le foglie basali, da 4-6, sono ovato-oblunghe, lucenti, mai maculate, le caulinari (1-2) inguainano il fusto; le brattee, membranose, sono di colore giallastro.

I fiori, di colore giallastro, sono riuniti in infiorescenze dense, grossolanamente cilindriche.  
I sepali laterali, ovati, sono eretti e patenti mentre il sepalo mediano concorre con i petali alla formazione di un casco che cinge la base del labello. Quest'ultimo è trilobato, con lobo mediano più ampio dei laterali, privo di macule (carattere che consente la differenziazione da specie simili quali Orchis provincialis e Orchis pauciflora); lo sperone è cilindrico, arcuato, rivolto verso l'alto.
Fiorisce da aprile a giugno.
Il numero cromosomico di Orchis pallens è 2n=40, 42

## Distribuzione e habitat
L'areale di O. pallens si estende dalla Spagna e dal Nord Africa sino al Caucaso e all'Asia minore.

In Italia è presente in quasi tutto il territorio nazionale con l'eccezione di Puglia, Sicilia e Sardegna.
Cresce nel sottobosco dei boschi di latifoglie o più raramente di conifere, su suoli preferibilmente    calcarei, da 200 m fino a 2000 m di altitudine.

## Ibridi
Può dar luogo a ibridazione con altre specie di Orchis:
- Orchis × klopfensteiniae P.Delforge, 1985 (Orchis pallens × Orchis spitzelii)
- Orchis × loreziana Brügger, 1874 (Orchis pallens × Orchis mascula)
- Orchis × plessidiaca Renz, 1928 (Orchis pallens × Orchis provincialis)

e anche con specie di altri generi di Orchidinae:
- × Orchiplatanthera andreasii Kümpel,1977 (Orchis pallens × Platanthera chlorantha)